# 프란츠 리스트의 패러프레이즈와 편곡 작품 목록
프란츠 리스트(Franz Liszt)는 생전에 다른 작곡가들의 작품을 패러프레이징(paraphrasing) 및 편곡하는 작업을 다수 진행하였으며, 이 중 베르디의 오페라에 대한 패러프레이즈가 특히 널리 알려져있다고 한다.
프란츠 리스트의 패러프레이즈와 편곡 작품 목록은 다음과 같다.

## 목록

### Ábrányi
- S.383a, Elaboration on Virág dal (1881)

### 알렉산드르 알랴비예프
- S.384, Mazurka pour piano composée par un amateur de St. Petersbourg (1863)
- S.384a, Variations on Tiszántúli szép leány [anonymous, not by Liszt?] (1846)

### 다니엘 오베르
- S.385, Grande Fantaisie sur la Tyrolienne de l'opéra La Fiancée [first/second/third version] (1829, 1835, 1842)
- S.385a, Tyrolean Melody (b. 1856)
- S.386, '포르티치카의 벙어리 소녀' 중 타란텔레 (1846, 1869)
- S.387, Three Pieces on themes by Auber [with intro piece] (a. 1846)
- S.387a, Piece on an unknown theme (1847)

### 루드비히 판 베토벤
- S.388, 아테네의 폐허 주제에 의한 터키 기상곡 (1846)
- S.388a, Marche turque des Ruines d'Athènes (1846)
- S.388b, Fantasie über Beethoven's Ruinen von Athen [first version] (1837)
- S.389, Fantasie über Beethoven's Ruinen von Athen [second version] (1852)
- S.389a, Cadenza to the first movement of Beethoven's Piano Concerto No. 3 (1879

### 빈첸초 벨리니
- S.390, '청교도' 중 회상 (1836, 1837)
- S.391, 오페라 '청교도' 중 서주와 폴로네이즈 (1840)
- S.392, Hexaméron, Morceau de Concert (1837)
- S.393, '몽유병 여인' 중 인기있는 주제에 의한 환상곡 (1839, 1840–41, 1874)
- S.394, '노르마' 중 회상(1841–43)

### 엑토르 베를리오즈
- S.395, L'idée fixe: Andate amoroso [first/second version] (1833 or 1846?, 1865)
- S.396, '벤네누토 첼리니' - 은혜와 맹세 (1852)

### 가에타노 도니체티
- S.397, Réminiscences de Lucia di Lammermoor (1839)
- S.398, '람메르무어의 루치아' - 장송행진곡과 카바티네 (1839)
- S.399, Nuit d'Été à Pausilippe [3 pieces] (1839)
- S.399a, Lucrezia Borgia - Grande fantaisie [first version of S400ii] (1840)
- S.400, Réminiscences de Lucrezia Borgia [first/second version] 1840
- S.401, Valse a capriccio sur deux motifs de Lucrezia et Parisina [first version of S214/3] (1841)
- S.402, '포르투갈의 왕' - 장송 행진곡 (1844)

### 주세페 도니체티
- S.403, Marche pour le Sultan Abdul Medjid-Khan [first/simplified version] (1847, 1848)

### Duke Ernst
- S.404, '토니' 중  안녕! (1849)

### 프란츠 에르켈
- S.405, Schwanengesang and March from Hunyadi Laszlo (1847)

### Festetics
- S.405a, Pásztor Lakodalmus Variations - Mélodies hongroises [elaboration by Liszt] (1858)

### 미하일 글린카
- S.406, '루슬란과 류드밀란' 중 체르케세인들의 행진 (1843, 1875)

### 샤를 구노
- S.407, '파우스트' 중 왈츠(b. 1861)
- S.408, 시바교도: '시바의 여왕' 중 자장가 (1861)
- S.409, 고별: 오페라 '로미오와 줄리엣'의 동기에 의한 몽상(1867)

### Halévy
- S.409a, Réminiscences de La Juive (1835)

### 펠릭스 멘델스존
- S.410, Hochzeitsmarsch und Elfenreigen aus dem Sommernachtstraum (1847–50)

### 마르카단테
- S.411, Soirée italienne. Six amusements (1838)

### 자코모 마이어베어
- S.412, Réminiscences des Huguenots - Grande fantaisie dramatique [first/second version] (1836, 1842)
- S.412a, '악마 로베르' 중 카바티나 (1846?)
- S.413, '악마 로베르'의 회상 (1840)
- S.414, '예언자'의 묘사 (1849-50)
- S.415, '아프리카 여인'의 묘사 (1865)
- S.416, Le Moine (1841)

### Mosonyi, Michael
- S.417, Fantaisie sur l'opéra hongrois Szép Ilonka (1865)

### 볼프강 아마데우스 모차르트
- S.418, 돈 조반니의 회상(1841)

### 조반니 파치니
- S.419, Divertissement sur la cavatine "I tuoi frequenti palpiti" (1835)

### 니콜로 파가니니
- S.420, Grande Fantaisie de bravoure sur La Clochette (1832–34)

### 요아힘 라프
- S.421, 오페라 '알프레트 왕' 중 안단테 피날레와 행진곡 (1853)

### 로시니
- S.421a, Introduction et variations from "Siège de Corinth" [introduction only] (1839?)
- S.422, Première grande fantaisie (Soirées musicales) [first/second version] (1836)
- S.422i, La serenate e l'orgia - Première grande fantaisie (Soirées musicales) [first version] (1836)
- S.423, Deuxième grande fantaisie (Soirées musicales) (1836)
- S.424, 저녁 음악회 편곡 (1837)

### 프란츠 슈베르트
- S.425, Mélodies hongroises [3 pieces] (1839–40)
- S.425a, Mélodies hongroises [revised versions] (1846)
- S.426, Schubert's Marches [3 pieces] (1846)
- S.426a, Marche militaire (ca. 1870)
- S.427, 비엔나의 야회 (1852)

### Sorriano
- S.428, Feuille morte. Elégie d'après Sorriano (1844–45)

### 표트르 일리치 차이콥스키
- S.429, '예프게니 오네긴' 중 폴로네이즈 (1879)

### Végh, Janos
- S.430, Valse de concert (1882–83)

### 베르디
- S.431, '롬바르디아인' 편곡 (1848, 1882)
- S.431a, '에르다니' - 패러프레이즈 드 콘서트 (1847)
- S.432, '에르다니' - 패러프레이즈 드 콘서트 (No. 2) (b. 1849, 1860)
- S.433, '일 트로바토네' - 미제레테 (1860)
- S.434, '리골레토' - 패러프레이즈 드 콘서트 (1859)
- S.435, '돈 카를로' 편곡(1867–68)
- S.436, '아이다' 편곡 (1877)
- S.437, Agnus Dei (from Requiem; 1877)
- S.438, 보카네그라의 회상 (1882)

### 리하르트 바그너
- S.439, '리엔치' 주제에 의한 환상곡 (1859)
- S.440, '방황하는 네덜란드인' 중 실잣는 노래 (1860)
- S.441, '방황하는 네덜란드인' 중 발라드 (1872)
- S.442, '탄호이저' 서곡 (1848)
- S.443, '탄호이저' - 순례자의 합창 (1861, 1885)
- S.444, '탄호이저' - 저녁별의 노래 (1848)
- S.445, '탄호이저'와 '로엔그린' - 2개의 소품 (1852)
- S.446, '로엔그린' (1854)
  - 축제 음악과 신부의 노래(결혼 행진곡)
  - 엘자의 꿈
  - 로엔그린의 충고
- S.447, '트리스탄과 이졸데' - 사랑과 죽음 (1867, 1875)
- S.448, '뉘른베르크의 명가수' - 겨울의 조용한 화롯가에서 (1871)
- S.449, '니벨룽겐의 반지' - 발할 (1875)
- S.450, '파르지팔' 중 성배로의 장엄 행진곡 (1882)

### 카를 마리아 폰 베버
- S.451, '마탄의 사수'에 의한 환상곡 (1840–41)
- S.452, Leyer und Schwert [4 pieces] (1848)
- S.453, Einsam bin ich, nicht alleine, from Preciosa (1848)
- S.454, Schlummerlied mit Arabesken (1848)
- S.455, Polonaise brillante (1851)

### Zichy, Count Géza
- S.456, Valse d'Adele (1877)

### 작곡가 미상
- S.458, Fantasy on Il Giuramento (Mercadante) (1838?)
- S.460, Kavallerie-Geschwindmarsch [anonymous] (?)

## 연주회용 패러프레이즈(전 10곡)
다음 10곡은 '연주회용 패러프레이즈'라는 이름이 붙어져 있다.
- 리하르트 바그너
  - 탄호이저 서곡
  - 저녁별의 노래
  - 발트부르그성의 입장
  - 결혼 행진곡
  - 실잣기 노래
  - 이졸데의 사랑과 죽음
- 볼프강 아마데우스 모차르트
  - 돈 조반니의 회상
- 베르디
  - 리골레토 패러프레이즈
- 펠릭스 멘델스존
  - 결혼 행진곡
- 구노
  - 파우스트에서의 왈츠